# 미야카와촌 (후쿠이현)
미야카와촌(宮川村)은 후쿠이현 오뉴군에 있던 촌이다. 현재의 오바마시 북동부에 해당한다.

## 역사
- 1889년 4월 1일 - 정촌제 시행에 의해 5개 촌의 구역을 가지고 성립하였다.
- 1955년 2월 21일 - 오바마시에 편입해, 동일 미야카와촌은 폐지되었다.

## 참고문헌
- 角川日本地名大辞典 18 福井県